# Coryllis des Célèbes
Loriculus stigmatus
Espèce
Statut de conservation UICN

 LC  : Préoccupation mineure
Statut CITES
Le Coryllis des Célèbes ou Loricule des Célèbes (Loriculus stigmatus) est une espèce de psittacidé endémique de Sulawesi en Indonésie.

## Aire de répartition
Sulawesi (Célèbes), îles Togian et îles Butung et Muna.

## Sous-espèces
Cette espèce comprend trois sous-espèces :
- Loriculus stigmatus stigmatus (S. Müller), endémique de l'île de Sulawesi.
- Loriculus stigmatus croconotus Jany, des îles Butung et Muna.
- Loriculus stigmatus quadricolor Walden, des îles Togian.